# Jameela Jamil

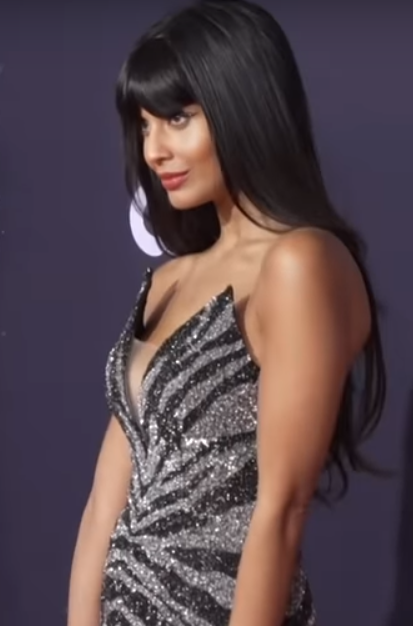
Jameela Jamil (2019)

Jameela Alia Burton-Jamil (ur. 25 lutego 1986 w Londynie) – brytyjska aktorka, prezenterka radiowa, modelka, felietonistka i aktywistka. Rozpoczęła karierę medialną jako prowadząca pasmo programowe T4 w kanale telewizyjnym Channel 4, gdzie pracowała od 2009 do 2012 roku. Została pierwszą kobietą w historii BBC Radio 1, która samodzielnie prowadziła audycję radiową The Official Chart. Wraz ze Scottem Millsem współprowadziła także The Official Chart Update.
W 2016 roku przeprowadziła się do Stanów Zjednoczonych. Wygrała casting do roli Tahani Al-Jamil w serialu komediowym Dobre Miejsce produkcji NBC. Pracowała również jako modelka, a sesje zdjęciowe z jej udziałem ukazały się w magazynach takich jak „Vogue” (zarówno brytyjski jak i amerykański), a także „Glamour”, „Cosmopolitan” i japoński „Teen Vogue”. Pisała dla „The Times”, „Cosmopolitan”, „HuffPost” i „Company Magazine”. Jamil jest również znana z aktywizmu na rzecz promowania ruchu body neutrality i działalności przeciwko popularnym środkom odchudzającym.

## Życiorys

### Młodość
Urodziła się 25 lutego 1986 roku w Londynie. Jej matka jest Pakistanką, a ojciec Hindusem. Nie została wychowana w duchu żadnej religii i jest osobą bezwyznaniową. Urodziła się z wrodzonym ubytkiem słuchu i zapaleniem błędnika, przez co musiała poddać się kilku operacjom. W 2015 roku Jamil wyjawiła, że słyszy tylko w 70% na lewe ucho, a w 50% na prawe. W latach szkolnych była „nieśmiałym molem książkowym”. Gdy miała 9 lat, zdiagnozowano u niej hipermobilny podtyp zespołu Ehlersa-Danlosa. Jako nastolatka, między 14 a 17 rokiem życia, cierpiała na anoreksję. Jak twierdzi, zaburzenia odżywiania wystąpiły u niej na skutek presji społeczeństwa:
Z każdej strony byłam bombardowana jednym i tym samym. Nikt nigdy nie podziwiał kobiet za ich intelekt… i wszystkie gazety chciały sprzedać mi produkty odchudzające i wmówić mi, że muszę być szczupła. W przeciwnym razie, nie jestem nic warta.
W wieku 17 lat została potrącona przez samochód gdy próbowała uciec przed atakującą pszczołą. W wyniku wypadku doznała licznych złamań kości i uszkodzenia kręgosłupa. Istniała możliwość, że już nigdy nie będzie mogła chodzić, jednak dzięki leczeniu steroidowym i fizjoterapii zaczęła poruszać się o balkoniku i wróciła do zdrowia. Jamil uważa, że wypadek zmobilizował ją do walki z anoreksją: „zmienił podejście, jakie miałam do swojego ciała” i „w przenośni wbił mi rozum do głowy”. Uczęszczała do Queen’s College w Londynie i uczyła języka angielskiego w szkole językowej Callan w Londynie. Pracowała również jako modelka, fotografka i łowca talentów dla agencji modelek Premier Model Management Limited.

### Kariera medialna
To bardzo ekscytujące. Wiem, że to nie powinno być nic wielkiego, ale w showbiznesie naprawdę brakuje etnicznej różnorodności. Jestem Azjatką, całkowicie, nie częściowo, i jestem bardzo dumna, że mogę stać się ważną częścią Radio 1. W sumie, nie mogę się już doczekać aż zacznę!

Pod koniec 2008 roku pracowała w kanale E4, prowadząc program Music Zone. W styczniu 2009 roku, została prezenterką w programie Freshly Squeezed w paśmie T4, gdzie występowała wraz z Nickiem Grimshawem, zastępując wcześniejszą prowadzącą – Alexę Chung.
Prowadziła również The Closet, program z poradami modowymi emitowany online na serwisie społecznościowym Bebo, produkcji Twenty Twenty Television i będący częścią Bebo Originals.
W latach 2011–2014 pisała felietony dla miesięcznika dla kobiet „Company”. W styczniu 2012 roku zastąpiła June Sarpong, zostając tym samym nową gospodynią reality show Playing It Straight. W tym samym roku przejęła obowiązki Reggiego Yatesa i została prowadzącą The Official Chart w BBC Radio  także współprowadzącą The Official Chart Update, w którym występowała wraz ze Scottem Millsem. Przeszła tym samym do historii jako pierwsza kobieta, która samodzielnie prowadziła audycję radiową The Official Chart. W czerwcu 2012 roku wraz z marką Very stworzyła swoją pierwszą kolekcję ubrań.

### Kariera aktorska
W 2016 roku podejrzewała, że może mieć raka piersi, jednak gdy guz okazał się nie być złośliwy, przeprowadziła się do Los Angeles, zamierzając podjąć pracę scenarzystki. Od swojego agenta dowiedziała się, że Michael Schur, współtwórca serialu Parks and Recreation, szuka aktorki z brytyjskim akcentem do swojego nowego serialu komediowego. Mimo że nie miała żadnego wcześniejszego doświadczenia aktorskiego i była sceptycznie nastawiona do przesłuchań, postanowiła wziąć udział w castingu. Zaproszono ją na drugie spotkanie, po którym dostała rolę.
Premiera Dobrego Miejsca, serialu komediowego z elementami fantasy produkcji NBC, miała miejsce we wrześniu 2016 roku. Jamil gra w nim jedną z głównych ról, u boku aktorów takich jak Kristen Bell i Ted Danson. Jej postać – Tahani Al-Jamil znana jest z chwalenia się znajomościami ze sławnymi osobami.
W lutym 2018 roku po raz pierwszy pojawiła się na okładce amerykańskiego magazynu – „The Cut”. Występowała gościnnie w serialu animowanym dla dzieci DuckTales, podkładając głos jednej z postaci. W 2018 roku Jamil dołączyła do obsady kreskówki Disneya inspirowanej kulturą hinduską –  Mira, Royal Detective. Kreskówka ta, w której Jamil podkłada głos ciotce Miry, Pushpie, ma pojawić się w ofercie stacji Disney Channel Junior w 2020 roku. Występowała również jako prowadząca „Wide Awake with Jameela Jamil” w ostatnim sezonie Last Call with Carson Daly  w 2018 roku.
Od 2019 prowadziła program Misery Index w stacji TBS.

### Aktywizm
Pod koniec 2015 roku, utworzyła Why Not People?, firmę specjalizującą się w organizacji imprez rozrywkowych dostosowanych do osób z niepełnosprawnościami. W marcu 2018 roku, zainspirowana zdjęciem sióstr Kardashian, przedstawiającym wagę każdej z nich, założyła na Instagramie konto I Weigh. Jamil opisuje swoją kampanię, jako „ruch… mający na celu pomóc nam poczuć się wartościowymi, dostrzec jak niesamowite jesteśmy bez zwracania uwagi na ciało i wagę.” Na koncie, pod hashtagiem #iweigh, obserwujący mogą publikować swoje niepoddane obróbce graficznej zdjęcia, opatrzone podpisem wyrażającym za co są wdzięczni lub z czego są dumni. Między innymi dzięki tej akcji, w 2018 roku, Jamil została wpisana na listę BBC 100 Women.

Krytycznie wypowiada się o produktach hamujących łaknienie i dietetycznych szejkach. Jak twierdzi, jako nastolatka głodziła się i przyjmowała środki przeczyszczające, podążając za radami celebrytek dotyczącymi utrzymania niskiej wagi ciała. Publicznie skrytykowała raperkę Cardi B, siostry Kardashian i inne osobowości medialne za promowanie środków odchudzających za pośrednictwem mediów społecznościowych. Na stronie change.org utworzyła petycję „Stop dla celebrytów promujących produkty dietetyczne w mediach społecznościowych” mającą na celu zdobycie 150 000 podpisów. Wezwała platformy takie jak Facebook, Twitter i Instagram do zaprzestania tej praktyki, wskazując jak negatywny wpływ wywiera ona na łatwowierne nastolatki.

Jeśli chodzi o te produkty, nie podaje się wystarczającej ilości informacji na temat ich skutków ubocznych, głównych składników, szkód, jakie mogą wyrządzić, a nawet tego, w jaki sposób miałyby działać. Zamiast tego, sprzedawane są za pomocą kolorowych reklam przez sławne osoby, które nie mają żadnej wiedzy z zakresu odżywiania, medycyny czy biologii.

– fragment petycji Jamil

### Działalność dobroczynna
Jamil pojawiła się w programie Orange Rockcorps 2009 na kanale C4, gdzie jako wolontariuszka pomagała w organizacji koncertu, z którego środki miały być przeznaczone na opłacenie lokalnych przedsięwzięć. Wspiera także Cultural Learning Alliance, organizację promującą dostęp młodych ludzi do kultury oraz Vinspired National Awards, organizację fundującą nagrody dla ludzi między 16 i 25 rokiem życia, którzy poprzez wolontariat wspierają swoje społeczności. Jamil stworzyła własną wersję SpongeBoba Kanciastoportego, którą przekazała na aukcję, mającej na celu wsparcie brytyjskiego telefonu zaufania dla dzieci Childline. Zadeklarowała również, że za każdy tysiąc funtów zebranych dla fundacji Comic Relief, będzie nosić kostium kurczaka przez jeden dzień. Udało się jej zdobyć około 16 000 funtów, w związku z czym przebranie to nosiła przez 16 dni.

## Wyróżnienia i nagrody
W 2019 roku księżna Meghan, która gościnnie redagowała wrześniową edycję brytyjskiego „Vogue’a”, wyróżniła Jamil, która jako jedna z piętnastu kobiet pojawiła się na okładce magazynu w ramach kampanii „Forces for Change”.
2 sierpnia 2019 roku otrzymała nagrodę „Advocate of the Year” od Ehlers-Danlos Society.

## Życie prywatne
Od 2015 roku pozostaje w związku z muzykiem Jamesem Blakiem.
W maju 2019 roku wyznała, że dokonała aborcji: „To była najlepsza decyzja, jaką kiedykolwiek podjęłam. Zarówno dla mnie, jak i dla dziecka, którego nie chciałam i na które nie byłam gotowa – emocjonalnie, psychicznie i finansowo”.
10 października 2019 roku, podczas Światowego Dnia Zdrowia Psychicznego, wyznała, że sześć lat wcześniej przeszła nieudaną próbę samobójczą. Skrytykowała także brak odpowiednich instytucji pomagających osobom borykającym się z problemami psychicznymi. Ujawniła, że poddała się terapii EMDR w celu wyleczenia zespołu stresu pourazowego.

## Filmografia

### Filmy
| Rok  | Tytuł                                              | Rola                | Uwagi           |
| ---- | -------------------------------------------------- | ------------------- | --------------- |
| 2019 | Dziewczyna, którą nigdy nie byłam                  | Kleopatra           |                 |
| 2022 | DC League of Super-Pets                            | Wonder Woman (głos) |                 |
| 2022 | Wyjdź za mnie                                      | Anikah              |                 |
|      | The Statistical Probability of Love at First Sight | Narrator (głos)     | w postprodukcji |

### Seriale
| Rok       | Tytuł                    | Rola                      | Uwagi             |
| --------- | ------------------------ | ------------------------- | ----------------- |
| 2016–2020 | Dobre Miejsce            | Tahani Al-Jamil           | w gł. obsadzie    |
| 2019–2021 | Kacze opowieści          | Gandra Dee (głos)         | 6 odc.            |
| 2020–2021 | Mira - nadworna detektyw | Ciotka Pushpa (głos)      | rola drugoplanowa |
| 2020–2021 | Crossing Swords          | Danielle / Sloane (głosy) | 8 odc.            |
| 2021      | Star Trek: Prodigy       | Asencia (głos)            | rola drugoplanowa |
| 2022      | Mecenas She-Hulk         | Mary MacPherran / Titania | w gł. obsadzie    |

### Programy telewizyjne
| Rok       | Tytuł                           | Dodatkowe informacje                             |
| --------- | ------------------------------- | ------------------------------------------------ |
| 2009–2012 | Freeshly Squeezed               | Główna prowadząca                                |
| 2012      | Playing It Straight             | Prowadząca                                       |
| 2015      | The Great Comic Relief Bake Off | Sezon 2, odcinek 3                               |
| 2018      | Last Call with Carson Daly      | Prowadząca segment Wide Awake with Jameela Jamil |
| 2018      | Hollywood Game Night            | Odcinek „Ho Ho Holiday Game Night”               |
| 2019      | Misery Index                    | Główna prowadząca                                |

### Radio
| Rok       | Tytuł                     | Rola              | Dodatkowe informacje |
| --------- | ------------------------- | ----------------- | -------------------- |
| 2013–2015 | The Official Chart        | Główna prowadząca | BBC Radio 1          |
| 2013      | The Official Chart Update | Prowadząca        | BBC Radio 1          |